# 雨傘人 (雨傘革命)
雨傘人是指在香港雨傘革命期間所拍攝的照片人物，後來引申至泛指參與雨傘革命及香港民主運動的抗議群眾。

## 背景

### 佔領發起

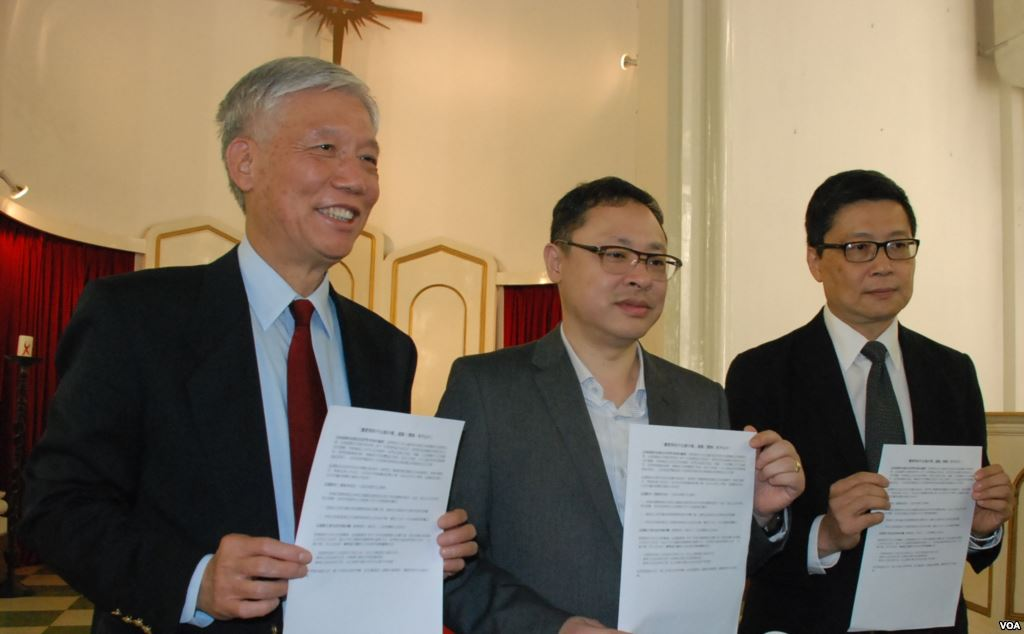
2013年3月27日舉行的佔領中環之記者會，從左起別為朱耀明、戴耀廷和陳健民。

早在2013年年初，香港大學法律系副教授戴耀廷、香港中文大學社會學系副教授陳健民和基督教浸信會牧師朱耀明提出發起佔領中環行動，試圖藉由佔領香港金融區中環的交通要道這一公民不服從行動，來讓中國政府同意依照《中華人民共和國香港特別行政區基本法》第四十五條實施2016年及2017年香港政治制度改革。其中佔領中環主辦單位認為香港應當依照《公民權利和政治權利國際公約》，遵循其中的國際標準公平實踐「選舉權」、「被選舉權」和「提名權」的行政長官和立法會普遍選舉。而如果政府對於這一平等選舉制度之要求無法實現的話，佔領中環主辦單位則整個行動最終會以非暴力的佔領模式進行。反對者則擔憂活動會受到非理性行為的影響，而可能的暴力衝突將會嚴重影響香港經濟和市民日常生活。
從2013年至2014年期間，佔領中環主辦單位組織了3次商討會，並且就香港特別行政區行政長官選舉方式舉行6.22民間全民投票。之後主辦單位亦將公民投票結果寄送給香港特別行政區政府，但是對此政府則抱持強烈反對態度。
2014年8月31日，全國人民代表大會常務委員會作出有關2017年香港特別行政區行政長官選舉的決議。其中全國人民代表大會常務委員會否決了有關於公民提名之意見，明確提到將由1,200名界別分組成員組成提名委員會。之後必須在中華人民共和國政府嚴密監督下，由2名至3名獲得提名委員會過半票數者擔任香港特別行政區行政長官候選人，之後才讓香港民眾直接選舉，這項決定被視為是為了禁止香港民主派成為行政長官候選人的機會，即使獲得參選也必須得到建制派委員的支持，是變相的「篩選」。

### 抗爭展開

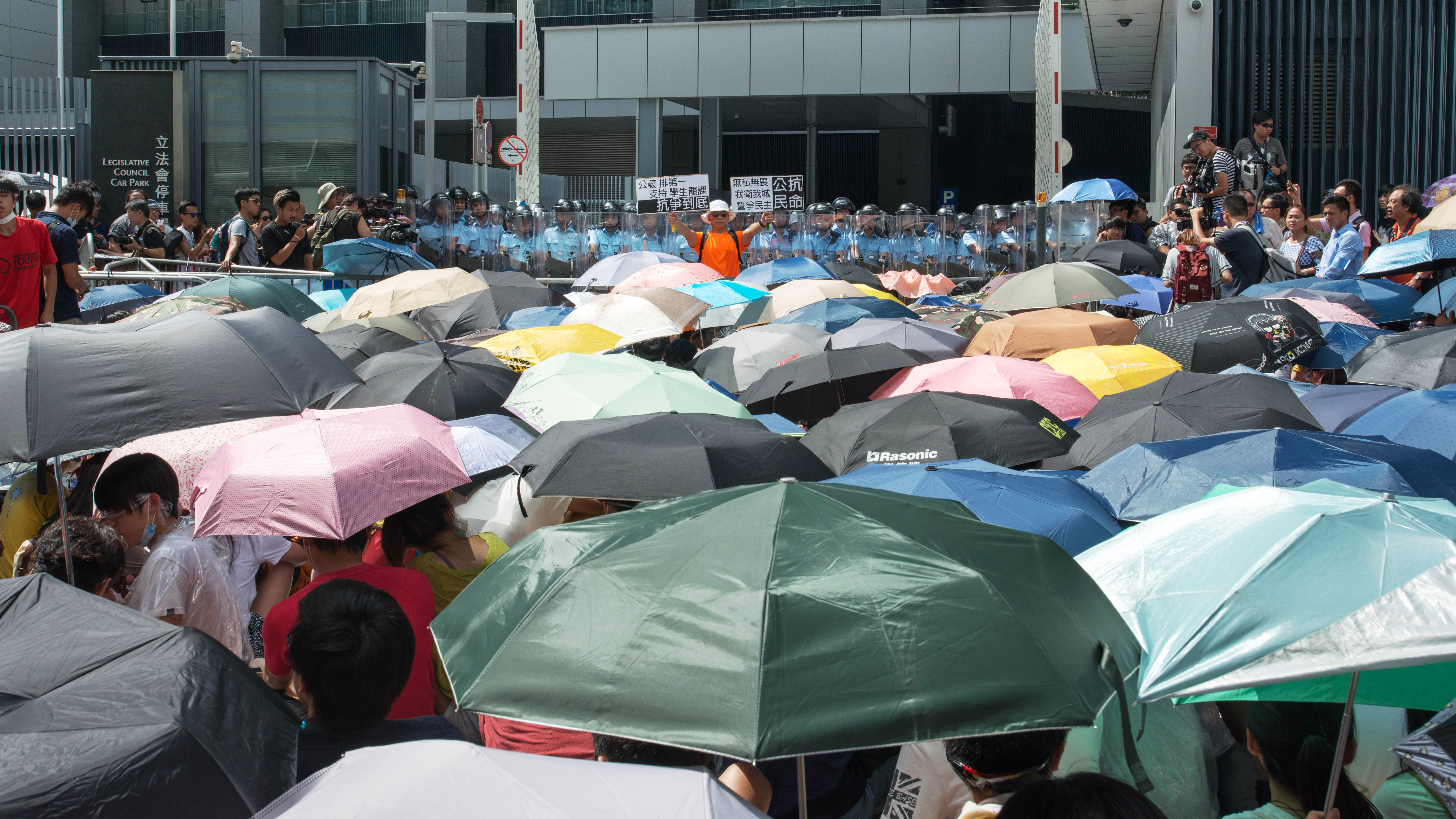
9月27日時，便有大量手持雨傘的聲援群眾前往添美道聚集。

佔領中環主辦單位原本預定在同年10月1日的中華人民共和國國慶節當天，對於框架決定作出實質的佔領中環行動作為回應。不過早在9月22日時，香港專上學生聯會和學民思潮便宣布發起為期一周的罷課行動，藉由罷課的方式要求全國人民代表大會常務委員會退回所確定2016年香港立法會選舉、2017年香港特別行政區行政長官選舉的框架和候選人提名方案，以及反對香港特別行政區政府向全國人民代表大會的政治改革報告、爭取香港特別行政區行政長官選舉的公民提名權和廢除立法會功能组別，以及香港特別行政區政府重新啟動政治改革諮詢與重新提交報告等訴求。香港專上學生聯會和學民思潮鼓勵中學生與大學生參與罷課並應積極參與政治和社會事件之討論，並且聚集在政府總部門外等地抗議全國人民代表大會常務委員會的決定，然而政府的反應使得罷課行動逐步升級。
9月26日晚上，學民思潮召集人黃之鋒表示由於行政署突然興建鐵欄圍封位於政府總部大樓前方的公民廣場，因而要求重新開放公民廣場予以公共集會。之後其率領數百名參與罷課行動的示威學生突破安全圍欄，進佔自2014年7月便長期封鎖的公民廣場，香港專上學生聯會亦很快給予支持。集會人士隨即分成兩路，一部分人推開立法會停車場出入口大門，另外一部分人則從立法會綜合大樓旁通道攀越3公尺高的圍欄，進佔公民廣場。很快地警方將廣場內的抗議群眾包圍並且限制其行動，最後鎮暴警察在第二天進駐政府總部並且強制清場，總共拘捕74人。發起罷課行動的學民思潮和香港專上學生聯會則繼續聚集在添美道，而學生罷課的舉動和香港警方的清場也使得大量民眾聚集在政府總部附近表達支持。到了當天晚上8時至11時，學民思潮和香港專上學生聯會更發起大型集會活動以要求釋放學生，集會結束後示威群眾仍然繼續留守。

## 相片

### 使用催淚彈

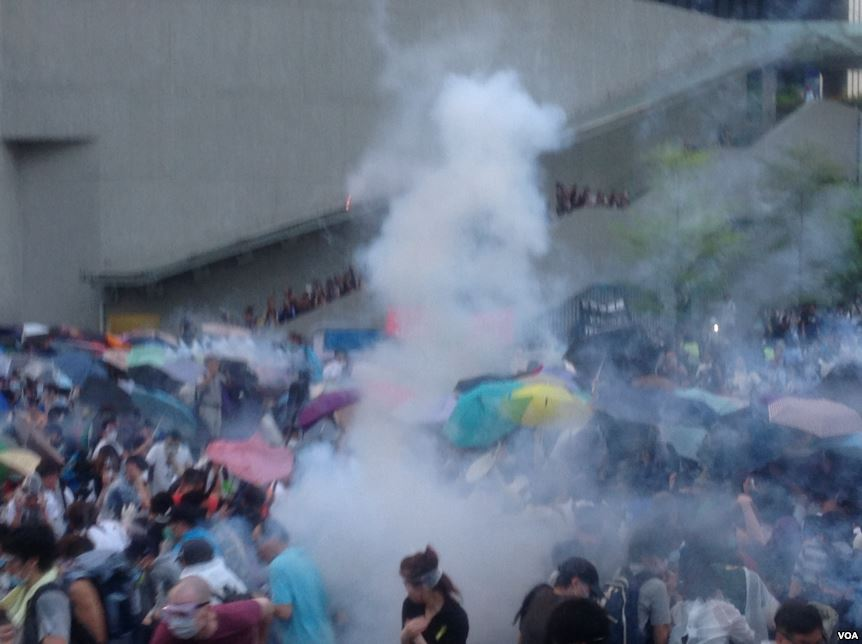
香港警方向示威者發射催淚彈。

為了因應當晚局勢，9月28日凌晨1時40分佔領中環發起人戴耀廷宣布正式啟動其提出1年又8個月的公民不服從行動，並且佔領中環之行動將從佔領香港政府總部作為起點。在宣布啟動佔領中環後，香港警方在同日上午開始封鎖政府總部，這使得示威群眾無法前往添馬支援佔領人士，這導致群眾於下午衝出夏慤道等主要幹道。很快地數千名示威群眾便佔領了香港島北部金鐘兩條東西向的交通要道，成功封鎖了香港政府總部外的中央金融區主要幹道。其中示威群眾在前往抗議現場的同時亦開始準備雨傘，準備雨傘的目的一方面是為了應對抗議現場的日曬雨淋等情況，另外一方面也可以防禦警察的胡椒噴霧噴射或者接近示威群眾，也因此在抗議現場到處出現民眾攜帶雨傘的景象。之後許多面套保鮮膜和醫用口罩等防護裝備的示威群眾數次嘗試突破警方設下的封鎖線，並且試圖藉由張開雨傘防禦來抵禦警方的胡椒噴霧之使用，進而擴大佔領範圍至政府總部周遭。

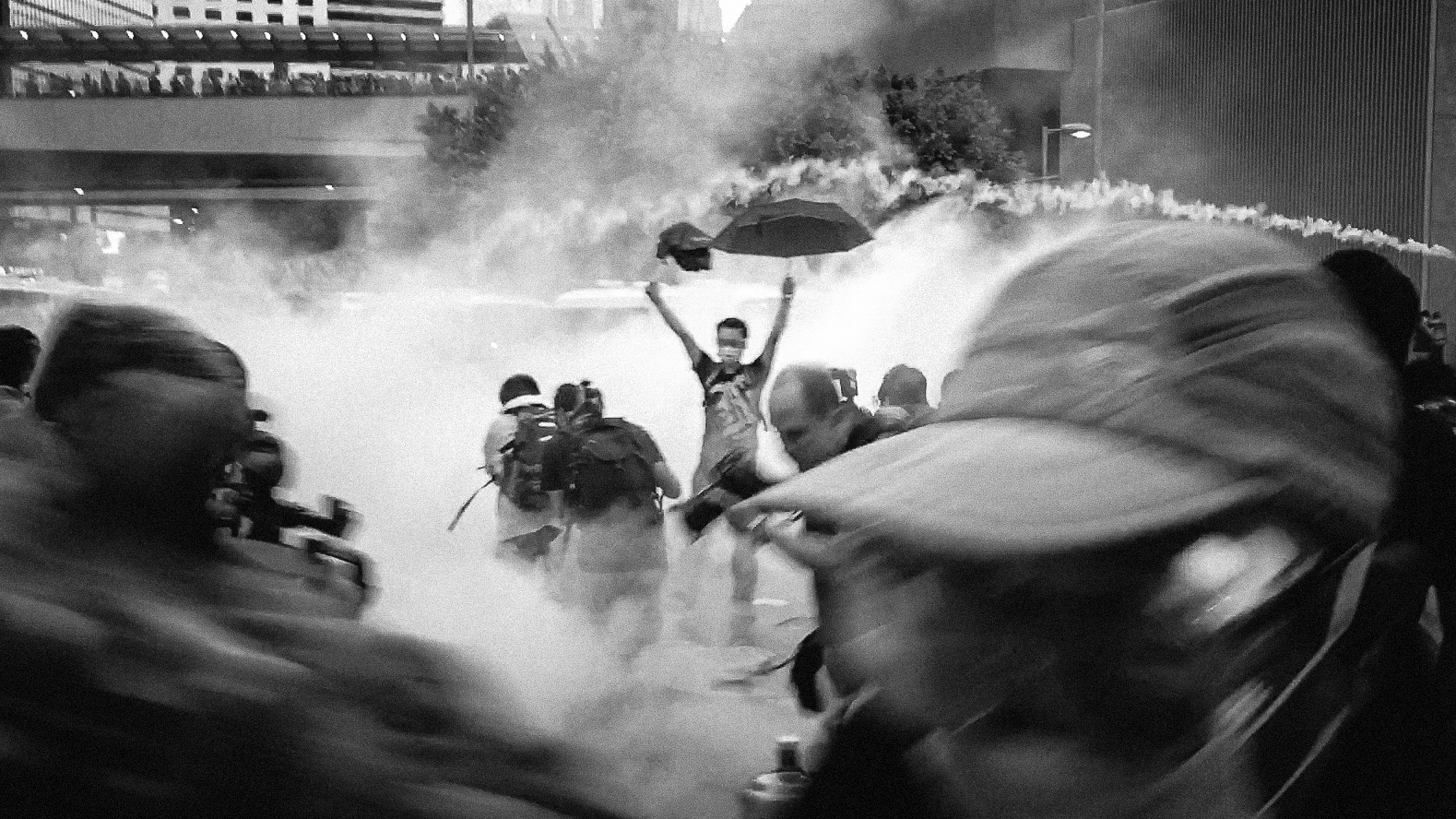
手持兩支雨傘者也就是後來登上《時代》雜誌封面的男子。

隨後香港警務處同意鎮暴警察針對抗議民眾使用催淚彈，接連使用了87枚催淚彈嘗試逼迫示威群眾撤離佔領現場。隨著催淚彈的發射一度使得大量示威群眾短暫撤離抗議現場，然而大量新聞媒體在過程中拍攝到一名身穿黑衣、面戴口罩的男子，手持雨傘高舉並且走過警方發射的催淚彈煙霧之相片。有關相片以及其他民眾手持雨傘抵禦的相片隨即成為香港大規模民主示威的象徵，而身穿黑衣者甚至被稱作「雨傘人」（Umbrella Man）。其中「雨傘人」相片很快在Twitter上被轉發超過數千次，並且在其他社群網站服務上也被廣泛轉載。而許多群眾也將這天晚上所拍攝的警方嘗試以胡椒噴霧和催淚彈嘗試驅散示威群眾相片，陸陸續續標記為「雨傘革命」。對於鎮暴警察施放大量催淚彈和威脅開槍以驅散群眾的做法，大量不滿的示威群眾除了前往佔領金鐘、中環與灣仔路段外，當天晚上包括銅鑼灣、旺角和尖沙咀等人群密集地區也陸續遭到佔領。

### 「雨傘革命」
由於示威群眾試圖以雨傘防禦胡椒噴霧和催淚彈的舉動，使得外國傳播媒體普遍將此次行動稱為「Umbrella Revolution」或「Umbrella Movement」，而中文直譯便是「雨傘革命」或「雨傘運動」。另外也有香港民眾將這次示威行動稱作「遮打運動」，其中「遮」在粵語中為傘、「打」寄意行動以打擊香港特別行政區行政長官梁振英和推翻全國人民代表大會決定為目標。同時「遮打」二字亦恰好呼應位於中環的遮打道，不過實際上遮打道並非有關行動的集結地點。
10月3日，美國雜誌《時代》亞洲版中以香港的示威行動作為封面專題報導，其中分別以「雨傘革命」（The Umbrella Revolution）為主標題、「香港爭取自由對中國而言是一次挑戰」（Hong Kong's fight for freedom is a challenge for China）為副標題。在報導中指出香港當前情況是因中央集權所造成，並且使得香港人發現其在政治上的無力感。而《時代》雜誌在封面照片挑選上，則採用香港警方在施放催淚彈時黑衣男子雙手手持雨傘的正面照，另外一旁還有同樣遭催淚彈攻擊的壹傳媒董事會主席黎智英。

## 後續

### 事件評論
由於雨傘實際上並無法阻擋催淚彈所發射的刺激性氣體，因此「雨傘人」拿著雨傘在催淚氣體中行走的圖像隨即引起大眾注意，甚至成為雨傘革命中民主示威活動的象徵。《商業內幕》形容有關「雨傘人」的相片將成為香港攝影界的標誌影響，並且在往後多年仍然會不斷提及。而《今日美國》則是於評論了在催淚彈煙霧中行進的黑衣人，將之與過去1989年六四事件爆發後所拍攝的王維林阻擋坦克之形象相互對比，將其視為香港佔領中環版本的「坦克人」（Tank Man）。臺灣資深傳媒工作者楊泰興則表示在催淚彈煙霧中持傘挺立的抗議身影，已經贏得了臺灣民眾的尊敬並且對於香港人有所改觀。而前德國之聲中文部記者蘇雨桐更是在Twitter上表示：「你們有槍我們有傘！」
除了新聞媒體外，許多示威群眾也開始紛紛使用「雨傘革命」來稱呼這次的抗議行動，並且把雨傘視為爭取民主和團結的象徵。「雨傘革命」和有關相片與影像很快便在各式社會化媒體廣泛宣傳而在世界各地廣為熟知，然而隨著香港抗議活動持續進行使得中國政府仍盡可能阻止相關騷動消息流傳。早在9月28日時，中華人民共和國政府有關部門已經下達審查指示：「各網站對香港學生暴力衝擊政府和『佔中』相關信息一定要立即清理，有問題及時報告。嚴格管好互動欄目，堅決刪除有害信息。要嚴格執行。」這使得網際網路審查人員迅速刪除包括「香港」、「路障」、「佔領中環」、「雨傘」等相關之訊息。對此中國外交關係專家亞當·席格（Adam Segal）便認為隨著時間經過中國政府將會封鎖更多關鍵字，甚至「我們很快見會看見『雨傘』遭到封鎖」。

### 形象使用
之後佔領活動的集會人士經常一起撐起手中的雨傘，顯示團結及堅持。而在10月1日所舉辦的中華人民共和國國慶節升旗儀式上，至少有數千名抗議民眾出現在升旗地點外圍並且撐開象徵性的雨傘，並且唱起歌曲《海闊天空》以表示不滿。而在稍後舉辦的國慶節酒會上，南區區議員司馬文襟前貼上黃絲帶，並在酒會會場上打開黃色雨傘，以表示希望將外面示威群眾的聲音帶進會場。

### 藝術作品

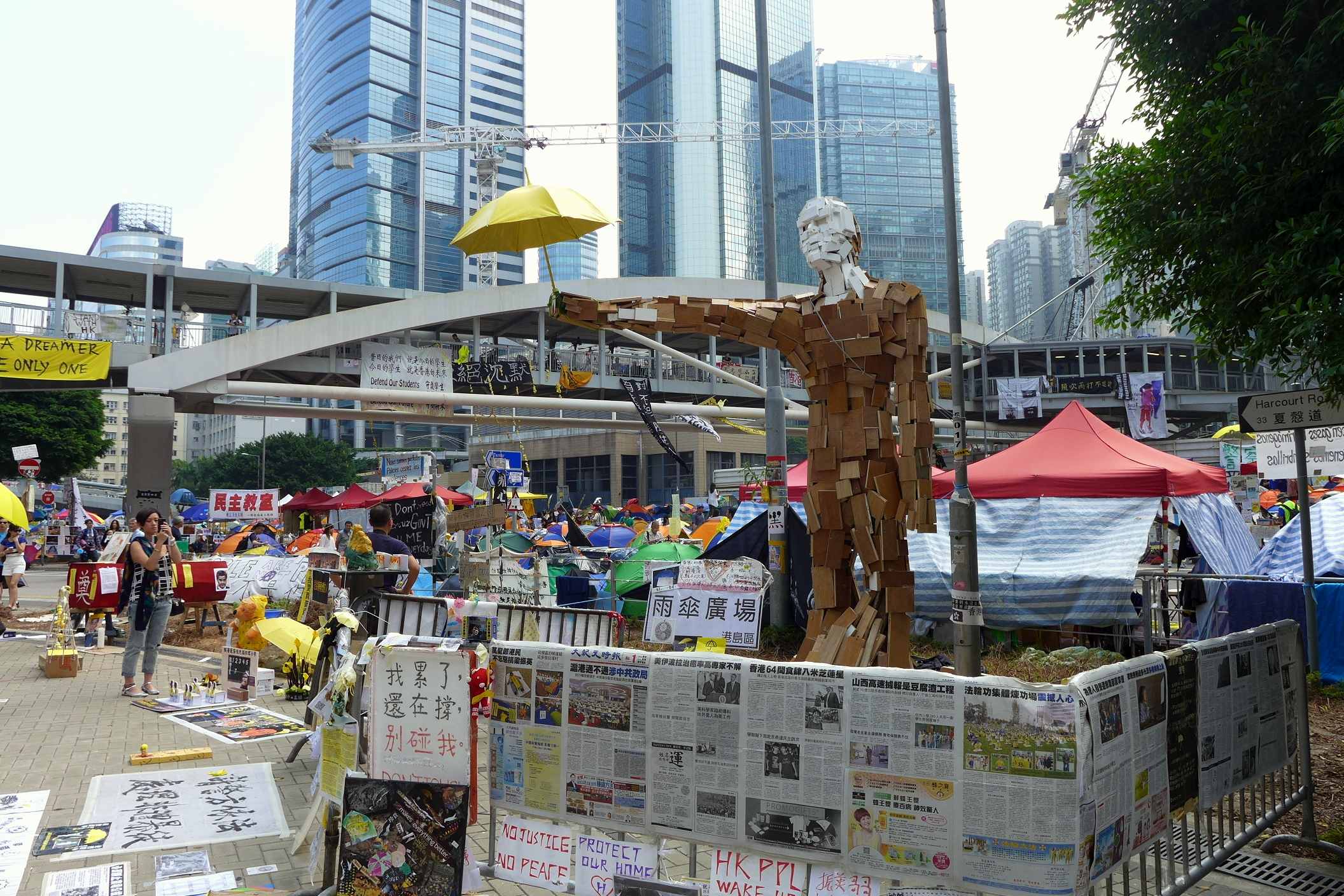
雨傘人之雕塑作品。
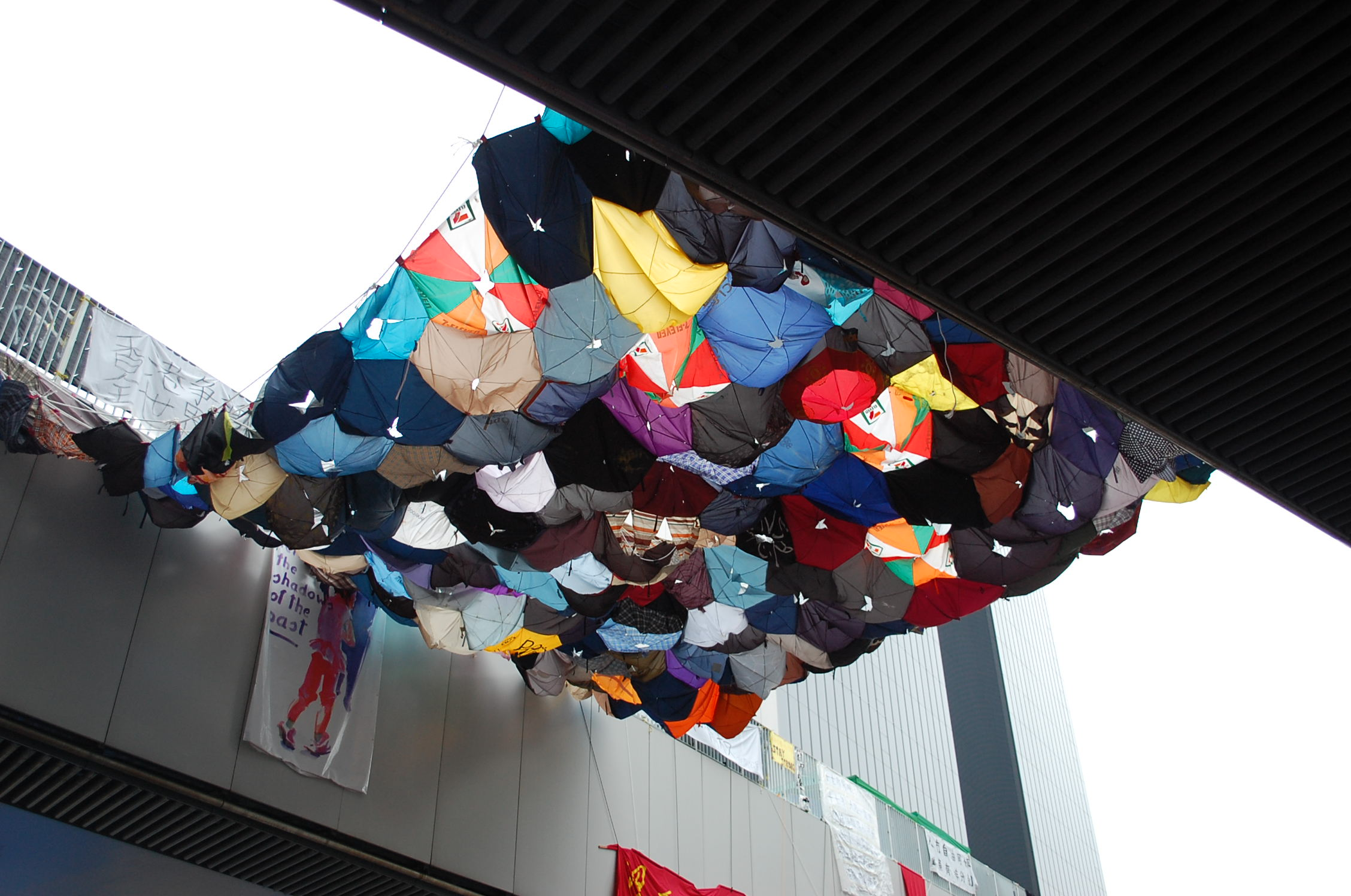
由雨傘堆砌而成的拼布罩篷
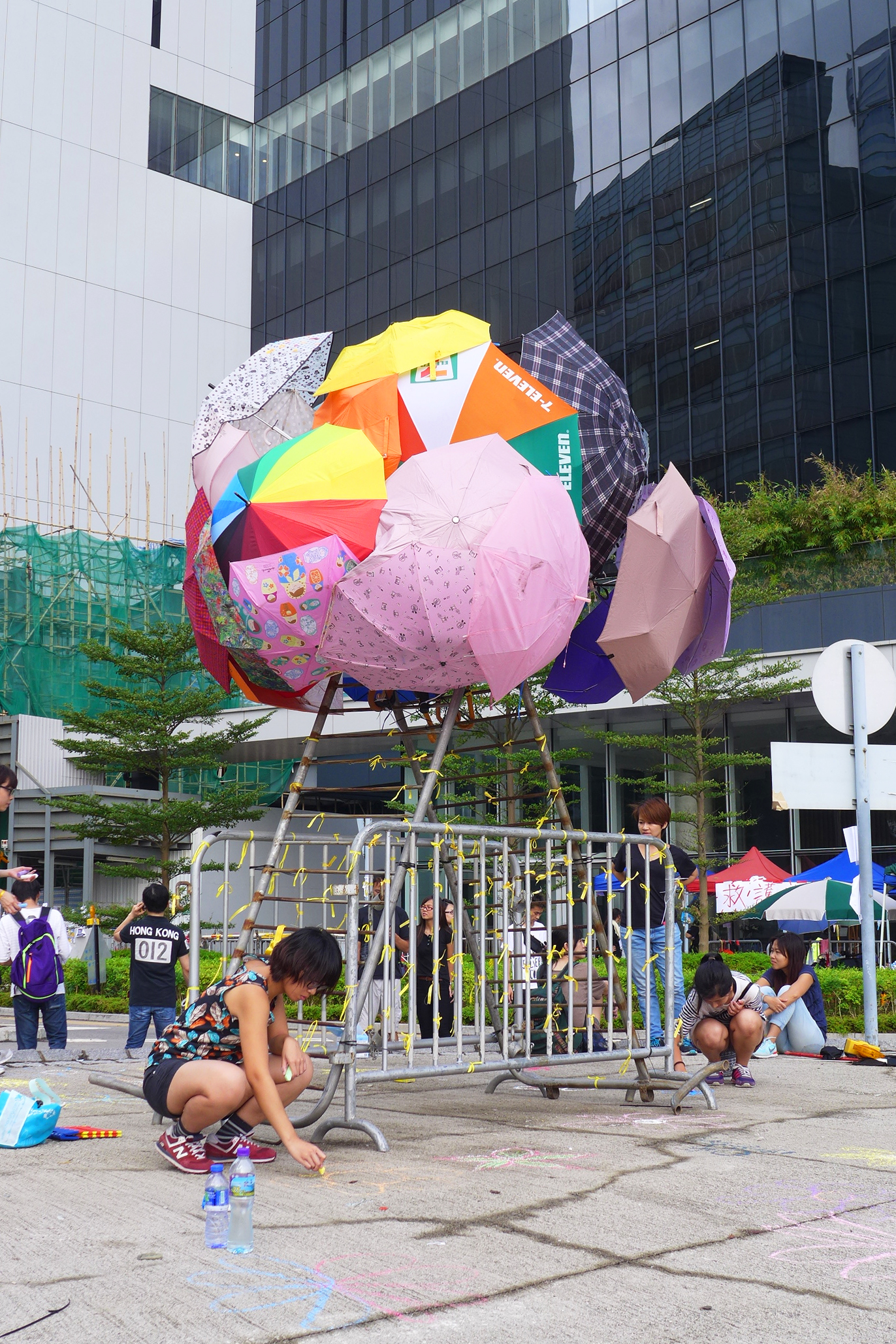
抗議地區的雨傘藝術品。

香港歌手黃耀明和何韻詩等人在佔領行動展開後於社群網路服務發表了新歌《撐起雨傘》，這首歌由25歲的兼職音樂人羅曉彬作曲、林夕填詞，之後在黃耀明、何韻詩召集下邀請了葉德嫻、謝安琪、周國賢、盧凱彤及其他香港歌手共同演唱。其中何韻詩表示歌曲在48小時內完成錄製，並希望能藉著歌詞來傳達對於那些為支持民主而不計個人前途得失者的支持。在10月4日晚上，黃耀明和何韻詩前往香港專上學生聯會於金鐘舉行的「全民反暴和平抗爭」集會，帶領現場民眾合唱《撐起雨傘》等歌曲。
不少藝術家在網際網路上自發地為「雨傘革命」設計標語和口號，並起加上黃絲帶來象徵和平追求普通選舉。其中視覺藝術家黃國才便開設Facebook專頁以集合不同的設計，對此他指出 :「看到市民只是用雨傘抵擋，就感到對比是如此強烈，警方用殘暴手法對付市民，但市民只是用雨傘。雨傘本是平常物品，如今竟變成象徵反抗之物。」而網際網路著名漫畫家巴丟草則根據法國畫家歐仁·德拉克羅瓦為紀念1830年法國七月革命而創作的油畫《自由引導人民》，另外改編了一幅命名為《雨傘領導人民》的漫畫。對此他表示：「香港佔中又過一夜，傘成為抗暴的標誌，她不比劍鋒利，不比盾結實，卻保護香港民主自由的種子，待明天發出新芽！」
藝術家Miok也從手持雨傘男子在催淚彈煙霧中前進的影像獲得靈感，而用木頭製造一尊黃傘金人像擺在政府總部外以表達追求民主的決心。